# خرم‌کوه
خرم‌کوه (به تاتی: خره‌پو) در استان گیلان، در نیمه شرقی شهرستان رودبار ،۵۰کیلومتری جهت شمالی شهر لوشان، ۲۰ کیلومتری جهت شمال شرقی مرکز بخش عمارلو، شهرجیرنده، و در دهستان کلیشم است.

## جمعیت
روستای خرم‌کوه دارای صد و هفت خانوار و جمعیتی در حدود سیصد و چهارده نفر می‌باشد و به زبان تاتی تکلم می‌کنند.

## جغرافیای خُرّمکوه
روستای خرمکوه در استان گیلان، در نیمه شرقی شهرستان رودبار ،۲۰ کیلومتری جهت شمال شرقی مرکزبخش عمارلو، شهرجیرنده، و در دهستان کلیشم است. طول جغرافیایی روستای خرمکوه ۳۶ درجه، ۷۳ دقیقه، و ۶۶٬۸۳ شمالی و عرض جغرافیایی ۴۹ درجه، ۸۷ دقیقه، ۱۱٬۷۱ ثانیه شرقی در ارتفاع ۱۶۰۱ متری از سطح دریای آزاد در جنوب استان گیلان، قسمت البرز غربی واقع شده است. در شمال روستا کوه میله سنگ در غرب روستا کوه هزارخال در شرق روستا کو ه‌های منتهی به روستای کلیشم و در جنوبی‌ترین قسمت روستا، روبروی روستا کوه نواخان قرار دارد.
روستای خُرّمکوه در ۵۲ کیلومتری لوشان قرار دارد. مردم برای انجام کارهای اداری به جیرنده مرکز بخش عمارلو یا به شهررودبار مرکز شهرستان رودبار مراجعه می‌کنند.

## پیشینه و تاریخ خرمکوه

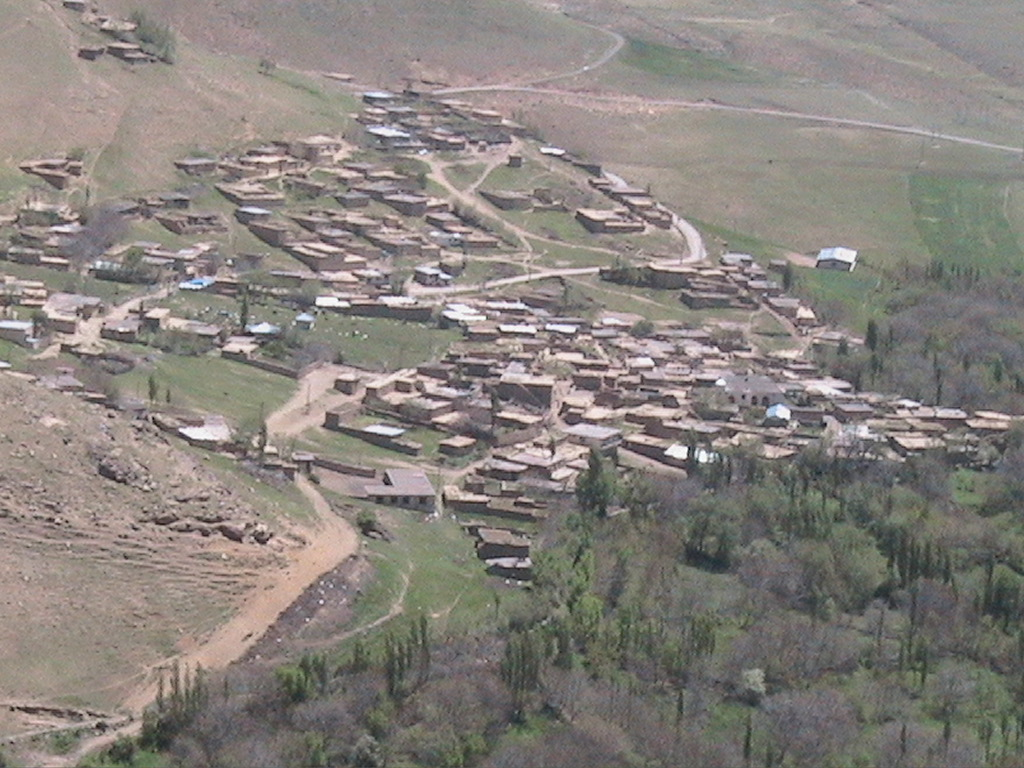
نمایی از روستای خره پو-خرم کوه

تاریخ استان گیلان، تاریخ بخش عمارلو، (بخش فاراب) و تاریخ روستاهای آن، پر از نشانه‌هایی است که حکایت گذشته این منطقه است. در روستای خرمکوه، آثار باقی‌مانده از گذشته چندین مورد است که چند تا از آن‌ها عبارتند از:۱- محوطه قلاکوتی خرم کوه ۳-محوطه شمشا دیوار۳-بقعه امامزاده طاهر خرمکوه ۴-اسیو روخونه (باقی‌مانده آسیاب آبی)۵-قبور و آثار حفاری‌های غیرمجاز درزمین‌های کشاورزی دیم در کاکول سر، بره سر، زردبره، لابلاو پس رو و بسیاری از نقاط دیگر که به دلیل بی‌توجهی و تخریب توسط سودجویان تقریباً نابود شده‌اند.
روستای تاریخی خرمکوه از نظر معماری با توجه به مصالح به کار رفته (خشت خام، سنگ، چوب، ملاط، کاه گل) با بافت پیچیده و درهم دارای ویژگی و اهمیت خاص خوداست. این روستا با داشتن چهار محوطه شاخص فرهنگی، تاریخی، باستانی، مربوط به دوره‌های پیش از تاریخ و تا دوران تاریخی را شامل می‌شود.
سه محوطه گورستانی به نام‌های قبرستان کاکول سر، بره سر و بیلیش و یک محوطه استقراری تاریخی به نام قلاع کوتی(۲قلعه روبروی هم) است که از دیدگاه باستان‌شناسی در استان گیلان و بخش عمارلو اهمیت دارد.

## خرم کوه درلغت نامه دهخدا
لغت نامه دهخدا که در سال ۱۳۱۸ جلد اول آن منتشر شده به نقل ازفرهنگ جغرافیای ایران جلد۲ از نام خرم‌کوه استفاده می‌کند:
دهی است جزء بلوک فاراب دهستان عمارلوی بخش رودخانه شهرستان رشت. این ناحیه در جنوب خاوری رودبار و ۴۹هزارگزی شمال خاوری پل لوشان واقع می‌باشد و کوهستانی با آب و هوای معتدل است. آب از رودخانه سرخ رود. محصولات آن غلات و لبنیات و شغل اهالی زراعت و گله‌داری و کرباس بافی و راه آن مالرو است. اکثر سکنه برای معاش پائیز و زمستان به گیلان می‌روند.

## نگارخانه

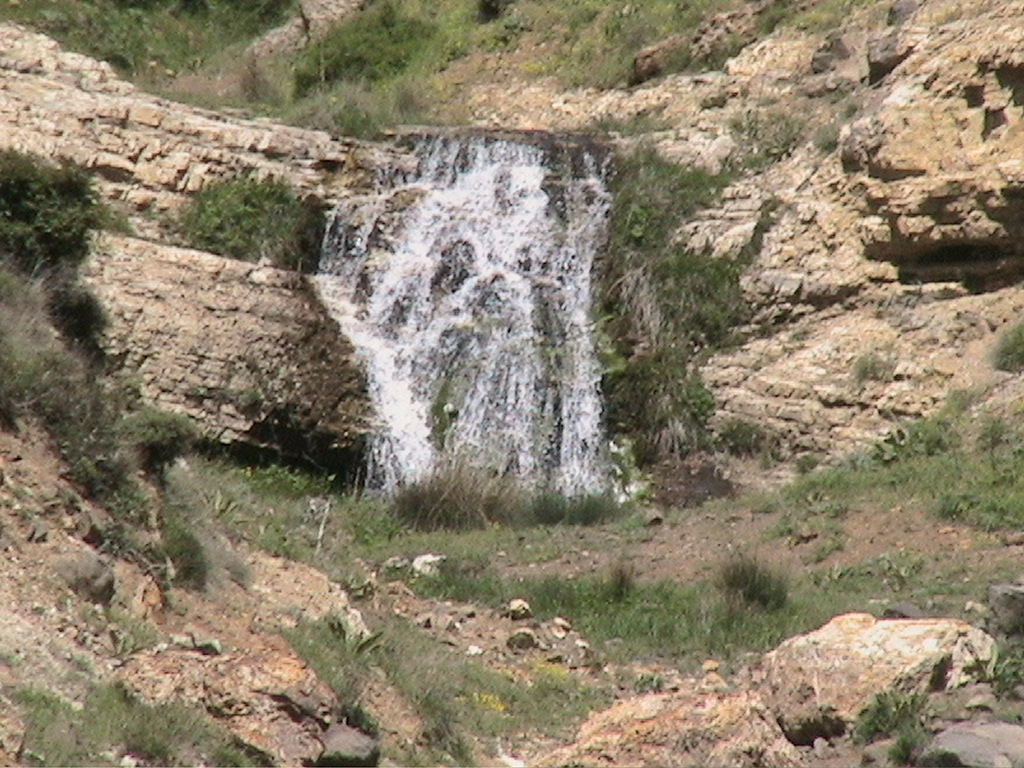
آبشار، سرخرو
خلشکوه
خلشکوه
دامداری
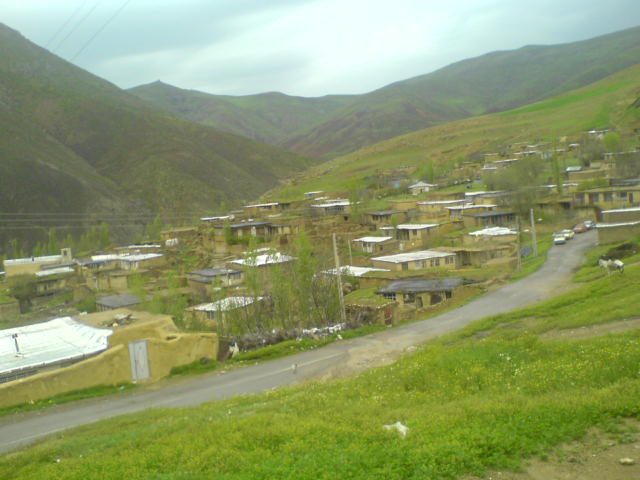
بهار
خانه
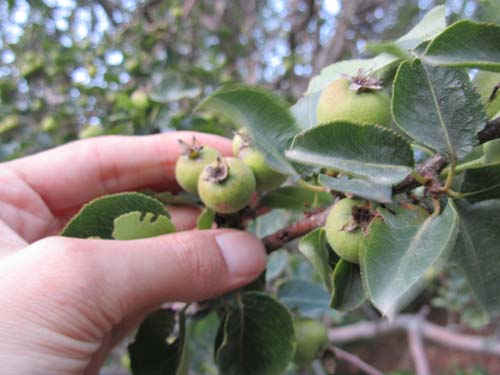
اربو
دامداری
شیردوشی، بره سر